# ソコベニヒルガオ
ソコベニヒルガオ（底紅昼顔、学名Ipomoea littoralis）は、ヒルガオ科サツマイモ属のつる性多年草。

## 特徴
長さ1–2 mに伸び、地上を這うか、他植物によじ登る。葉は互生し、卵状心形で長さ3–6 cm、やや厚く無毛。葉腋から花梗を出し、直径4 cmほどで淡紅色の漏斗状の花を単生させる。花の中心部が濃い紅紫色であることが和名の由来。果実は球形で直径約8 mm。種子は海水に2ヶ月以上浮き続け、海流散布される。

## 分布と生育環境
熱帯アジア、ポリネシア、台湾、日本。奄美以南～オセアニア、小笠原諸島。八重山の海岸には多い。
砂浜や海岸の林縁部。林縁部に生育するものは砂浜でみられるものに比べて葉が大きくなる。

## ギャラリー
- 石垣市白保海岸のソコベニヒルガオ
- 石垣市崎枝の林縁部に生育するソコベニヒルガオ